# Aletta van Manen
Aletta van Manen (Wageningen, 20 ottobre 1958) è un'ex hockeista su prato olandese, medaglia d'oro alle Olimpiadi estive del 1984 a Los Angeles e bronzo ai Giochi del 1988 di Seul, campionessa mondiale nel 1983 e 1986 ed europea nel 1987 con la nazionale femminile neerlandese di hockey su prato.

## Nazionale
Dal 1983 al 1988 ha giocato un totale di 81 partite internazionali per i Paesi Bassi, in cui ha segnato due gol. Van Manen si è ritirata dopo le Olimpiadi estive del 1988 in Corea del Sud.

## Palmarès

### Olimpiadi
- 2 medaglie:
  - 1 oro a Los Angeles 1984
  - 1 bronzo a Seul 1988

### Hockey World Cup
- 2 medaglie:
  - 1 oro a Kuala Lumpur 1983
  - 1 oro a Amstelveen 1986

### Champions Trophy
- 1 medaglia:
  - 1 oro al Amstelveen 1987

### EuroHockey Championship
- 1 medaglia:
  - 1 oro al Londra 1987